# USS Los Alamos (AFDB-7)
Pour les articles homonymes, voir Los Alamos.
L' USS ABSD-7, plus tard rebaptisé Los Alamos (AFDB-7), était un dock flottant auxiliaire moyen à sept sections, non automoteur, de l'US Navy.
Les sections ABD-37, ABD-38, ABD-39 et ABD-40 ont été construites par Chicago Bridge & Iron Company à Morgan City en Louisiane, et achevé en décembre 1944, janvier et février 1945 ; ABD-51 et ABD-52 ont été construits par Pollock-Stockton Shipbuilding Company (en) à Stockton en Californie, et achevés en janvier et mars 1945 ; et ABD-58 a été construit par Pittsburgh-Des Moines Steel Co. (en) à Pittsburgh en Pennsylvanie, et achevé en octobre 1944.

## Chantier naval de Mare Island (USA)
Les sept sections ont été remorquées jusqu'au chantier naval de Mare Island où elles ont été érigées et assemblées en ABSD-7. Achevé en mars 1945, la cale sèche flottante a commencé ses fonctions à Mare Island (Vallejo en Californie), et a servi jusqu'à ce qu'elle soit placée sur la liste inactive en mars 1946. En août 1946, elle est reclassée en dock flottant auxiliaire AFDB-7. Démonté et remorqué jusqu'à la côte est, il entra dans la flotte de réserve de l'Atlantique à Green Cove Springs, en Floride, en janvier 1947.

## Holy Loch (Royaume-Uni)
Au début de 1961, quatre sections « A », « B », « C » et « D » de l'AFDB-7 ont été remorquées à travers l'océan Atlantique jusqu'à Holy Loch, en Écosse, où le 3 mars 1961, l'US Navy a établi une base importante pour les sous-marins balistiques de la flotte américaine. Un détachement du génie militaire Seabees du MCB-4 a érigé et assemblé les quatre sections. Achevé le 10 novembre, le dock flottant auxiliaire a été mis en service sous le nom de Los Alamos (AFDB-7) pour le SUBRON 14 (Submarine Squadron 14 (en)) et être utilisé sur les sous-marins nucléaire lanceur d'engins. Los Alamos avait les caractéristiques suivantes :
- Déplacement : 18 795 long ton (19 097 tonnes)
- Longueur : 156 m
- Tirant d'eau: 2,82 m léger, 20,52 m immergé
- Équipage : 143
- Armement : aucun

À la fin de 1961, il a effectué sa première mise en cale sèche de l'USS George Washington (SSBN-598). Il a ensuite servi les ravitailleurs de sous-marins du "Highland Squadron" à Holy Loch. Il a soutenu les opérations de radoub et de réparation des sous-marins USS Proteus (AS-19) (en), USS Hunley (AS-31) (en), USS Holland (AS-32) (en), USS Simon Lake (AS-33) (en) et USS Canopus (AS-34) (en). En février 1964, il a terminé avec succès le premier amarrage "décentré" d'un sous-marin porteur de missiles UGM-27 Polaris.
Le 18 juin 1966, la section "F" a été remise à l'United States Army, où elle a été convertie en une centrale électrique flottante à Kwajalein aux Îles Marshall nommée Andrew J. Weber (BD-6235). Le 1er octobre 1977, Andrew J. Weber a été renvoyé dans l'US Navy et réintégré au Naval Vessel Register sous le nom de YFP-14. Rayé du registre des navires de la marine le 29 mai 1991, le YFP-14 est resté à Guam et a été désigné pour être utilisé comme navire cible le 18 juin 1998. Le YFP-14 a été coulé à 250 milles marins (460 km) au sud-est d'Hagåtña, le 19 juillet 2001.
Le 5 décembre 1994, Los Alamos a été mis hors service et rayé du registre des navires de la marine. Il a été démonté en sections et renvoyé aux États-Unis, les six sections ABSD-7 d'origine restantes ("A", "B", "C", "D", "E" et "G") ont été transférées au Brownsville Navigation District, au Texas, le 11 août 1995. Il est actuellement utilisé comme Solomon Ortiz Dry Dock au chantier naval Keppel AmFELS, à Brownsville, au Texas.

## Galerie

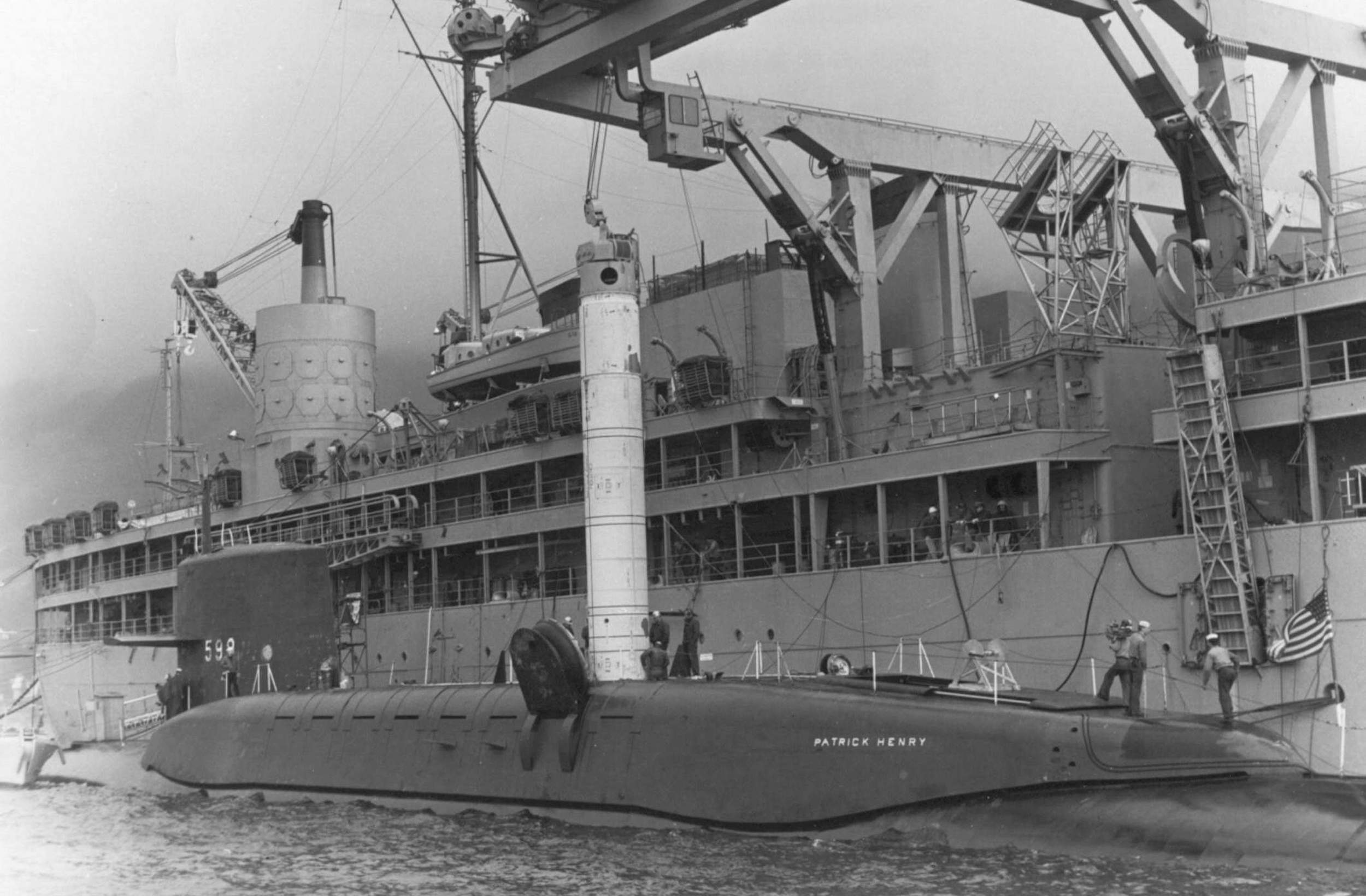
USS Proteus et chargement missile Polaris à Holy Loch en 1961
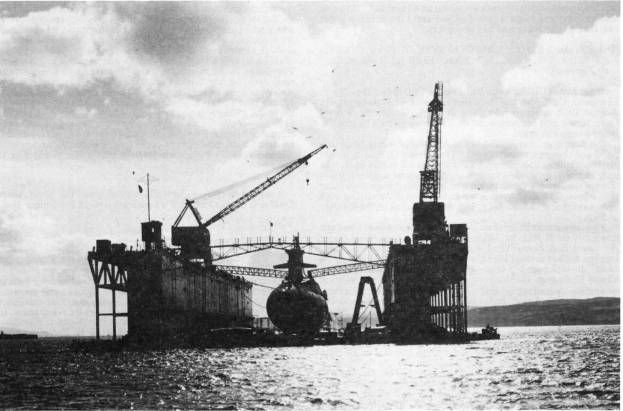
USS Abraham Lincoln sur AFDB-7 en 1963
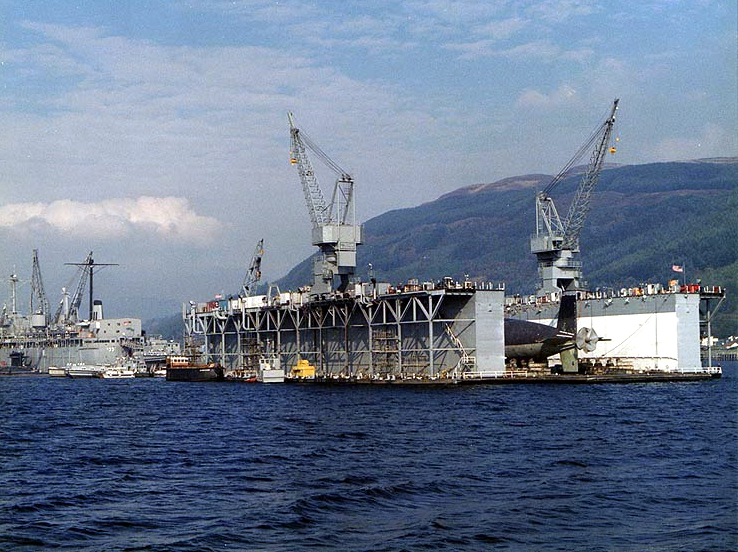
AFDB-7 à Holy Loch (Écosse) en 1980